# قرار مجلس الأمن التابع للأمم المتحدة رقم 1971
قرار مجلس الأمن التابع للأمم المتحدة رقم 1971، الذي اتخذ بالإجماع في 3 مارس 2011، بعد أن ذكر بالقرارات السابقة بشأن الحالة في ليبيريا وسيراليون، بما في ذلك القرار 1626 (2005)، طلب المجلس من بعثة الأمم المتحدة في ليبريا سحب أفرادها العسكريين الذين يوفرون الأمن للمحكمة الخاصة لسيراليون، ووضع مسؤولية الأمن على عاتق شرطة سيراليون.

## القرار

### أعمال
بموجب الفصل السابع من ميثاق الأمم المتحدة، أنهى المجلس الإذن الممنوح لـ 150 من أفراد بعثة الأمم المتحدة في ليبريا لحماية المحكمة الخاصة وطلب منها الانسحاب بحلول 7 آذار / مارس 2011. ولم يعد بإمكان بعثة الأمم المتحدة في ليبريا إجلاء مسؤولي المحكمة الخاصة في حالة الطوارئ. وكان المجلس ينتظر أن يوفر الأمن المحلي الأمن، بينما صدرت تعليمات إلى مكتب الأمم المتحدة المتكامل لبناء السلام في سيراليون بإدراج مسؤولي المحكمة الخاصة في إجراءات الإجلاء.